# Brouwerij De Winne (Kruishoutem)
Brouwerij De Winne is een voormalige brouwerij gelegen in de Brugstraat te Kruishoutem en was actief van 1948 tot 1968.

## Bieren[1]
- Export
- Faro
- Kriekbier
- Speciale
- Supra Pils
- Tafelbier Blond
- Tafelbier Bruin
- Tripel